# Carteroniella
Carteroniella macroclava es una especie de araña araneomorfa de la familia Clubionidae. Es el único miembro del género monotípico Carteroniella. Se encuentra en  Sudáfrica.